# BLSカーゴRe485形電気機関車

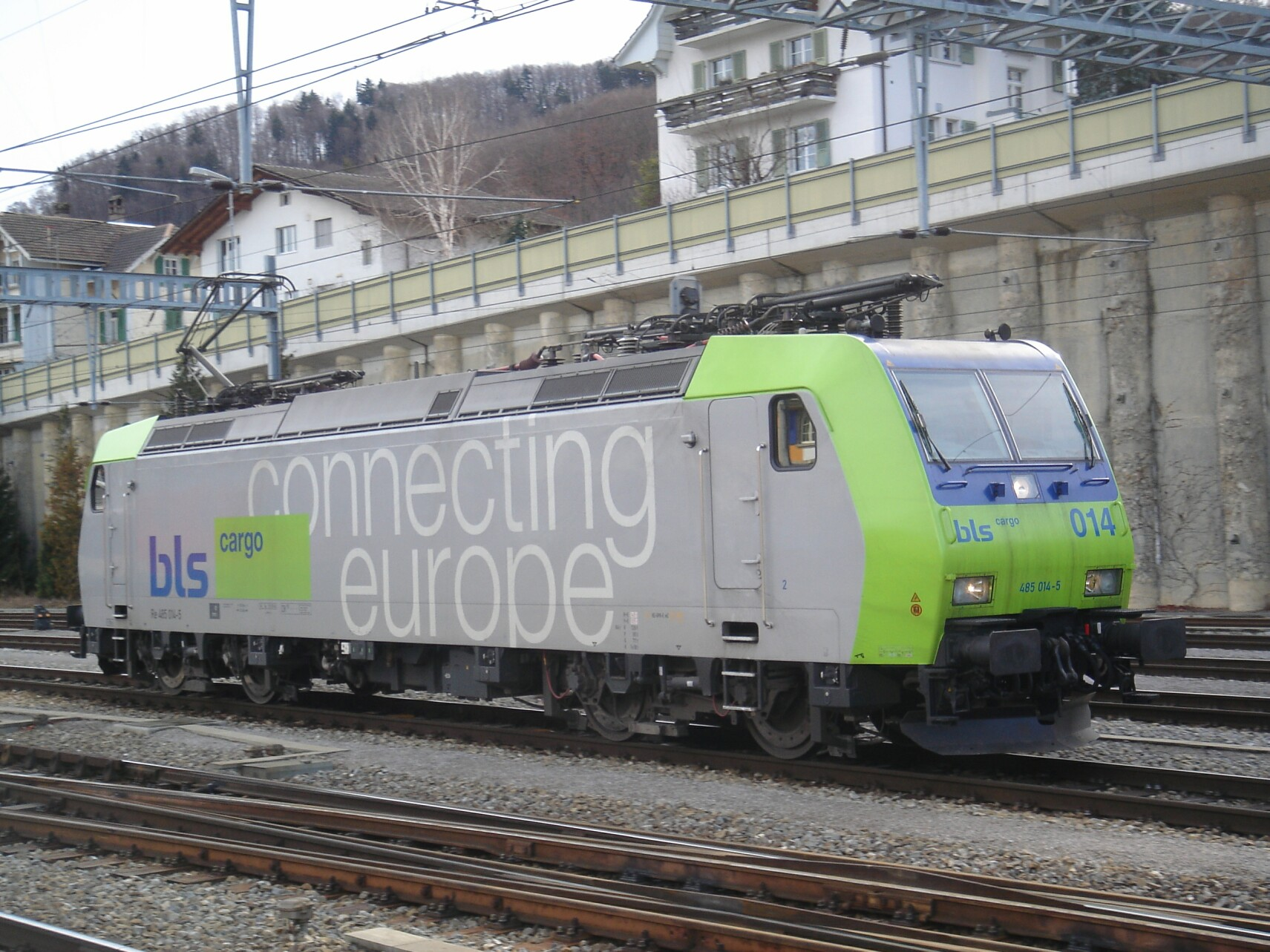
Re485 014号機、シュピーツ駅

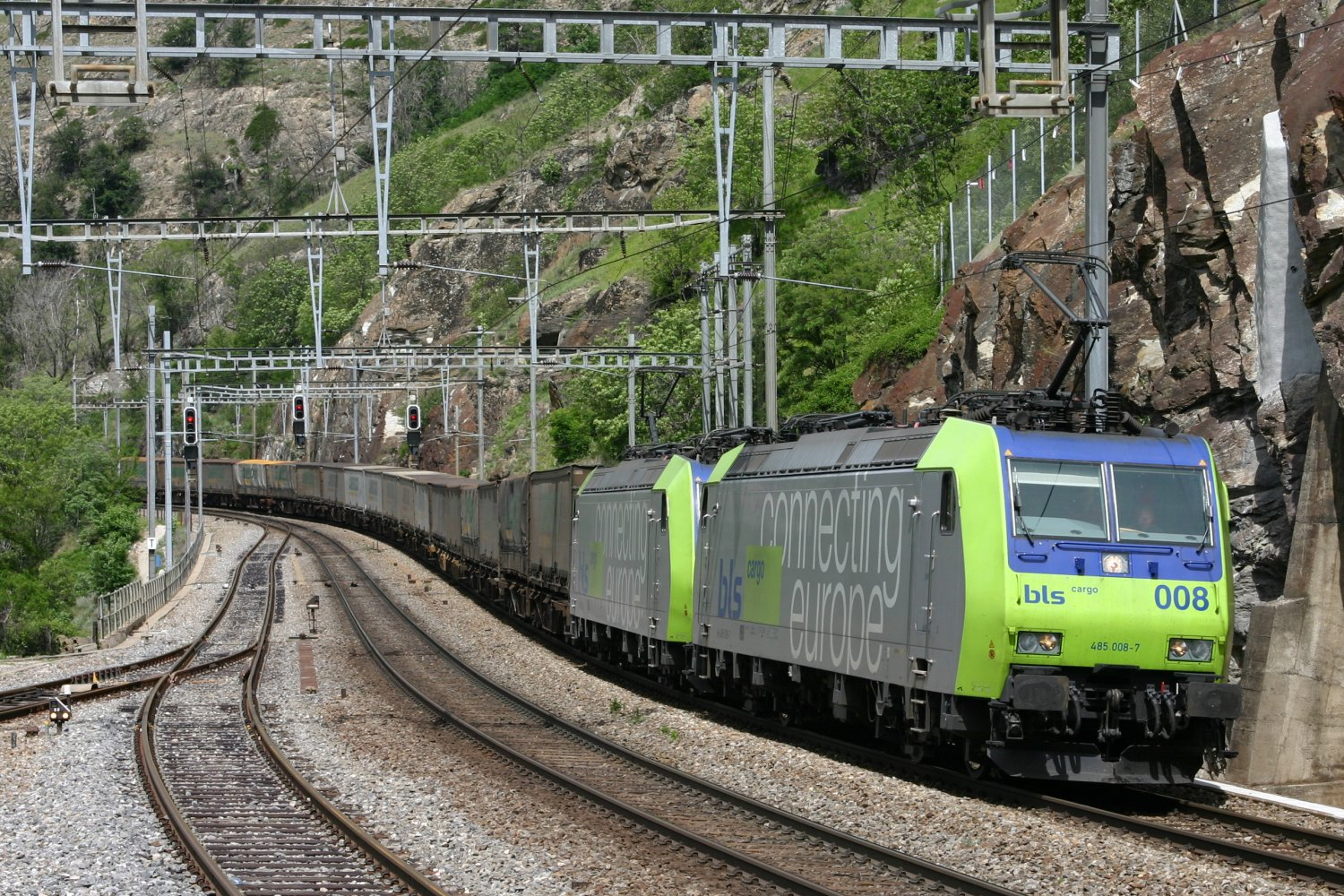
Re485 008号機を先頭とした重連が貨物列車を牽引

BLSカーゴRe485形電気機関車(BLSカーゴRe485がたでんきかんしゃ)は、スイス最大の私鉄であるBLSレッチュベルク鉄道およびその後身であるBLS AGの貨物輸送部門であるBLSカーゴで使用されている電気機関車である。

## 概要
アルプス越えルートのひとつであるレッチュベルクルートを擁するBLSレッチュベルク鉄道の貨物輸送部門であるBLSカーゴでは、Lok2000シリーズでスイス連邦鉄道（スイス国鉄）のRe460形の改良形であるRe465形18両の後継となるドイツ乗り入れ可能な貨物用機を探していたが、欧州の各国で機関車の相互乗り入れが可能になり安価な複数国対応機が大量生産される見込みとなったことから、これらの中からボンバルディア・トランスポーテーションがドイツ鉄道の貨物輸送部門であり、後にレイリオンを経てDBシェンカーとなるDBカーゴの185.1形として開発したTRAXXシリーズのTRAXX 1プラットフォームを使用したF140 AC1型をスイス乗入仕様とした機体（DACHコンフィグレーション）を選定したものが本機である。本機はスイス国鉄の貨物輸送部門であるSBBカーゴのRe482.1形と同形のRe485形として2002年と2004年に10両ずつが発注され、それぞれ2002年12月から2003年5月にかけてと2004年の6月から12月にかけて合計20両が導入されたもので、Bo'Bo'の車軸配置およびVVVFインバータ制御による27パーミルで650tの列車を牽引可能な最大300kNの牽引力と、ドイツ、オーストリア、スイスの3カ国に対応できる各種装備を持つ。なお、車体、機械部分、台車、電機部分、主電動機の製造はすべてボンバルディア・トランスポーテーションが担当している。
各機体の機番、UIC機番と機体名、製番、使用開始年月日は以下の通り。
- 485 001-2 - 91 85 4485 001-2 CH-BLSC - Haltingen - 33517 - 2002年12月6日
- 485 002-0 - 91 85 4485 002-0 CH-BLSC - 33543 - 2003年3月21日
- 485 003-8 - 91 85 4485 003-8 CH-BLSC - 33548 - 2003年3月27日
- 485 004-6 - 91 85 4485 004-6 CH-BLSC - 33549 - 2003年4月17日
- 485 005-3 - 91 85 4485 005-3 CH-BLSC - 33551 - 2003年3月27日
- 485 006-1 - 91 85 4485 006-1 CH-BLSC - 33553 - 2003年5月2日
- 485 007-9 - 91 85 4485 007-9 CH-BLSC - 33555 - 2003年4月7日
- 485 008-7 - 91 85 4485 008-7 CH-BLSC - 33557 - 2003年6月6日
- 485 009-5 - 91 85 4485 009-5 CH-BLSC - 33559 - 2003年6月6日
- 485 010-3 - 91 85 4485 010-3 CH-BLSC - 33561 - 2003年5月9日
- 485 011-1 - 91 85 4485 011-1 CH-BLSC - Weil am Rhein - 33646 - 2004年6月8日
- 485 012-9 - 91 85 4485 012-9 CH-BLSC - 33649 - 2004年6月8日
- 485 013-7 - 91 85 4485 013-7 CH-BLSC - 33673 - 2004年9月28日
- 485 014-5 - 91 85 4485 014-5 CH-BLSC - 33675 - 2004年9月28日
- 485 015-2 - 91 85 4485 015-2 CH-BLSC - 33681 - 2004年10月25日
- 485 016-0 - 91 85 4485 016-0 CH-BLSC - 33685 - 2004年10月25日
- 485 017-8 - 91 85 4485 017-8 CH-BLSC - 33686 - 2004年11月12日
- 485 018-6 - 91 85 4485 018-6 CH-BLSC - 33688 - 2004年11月12日
- 485 019-4 - 91 85 4485 019-4 CH-BLSC - 33692 - 2004年11月12日
- 485 020-2 - 91 85 4485 020-2 CH-BLSC - 33696 - 2004年12月17日

## 仕様

### 車体

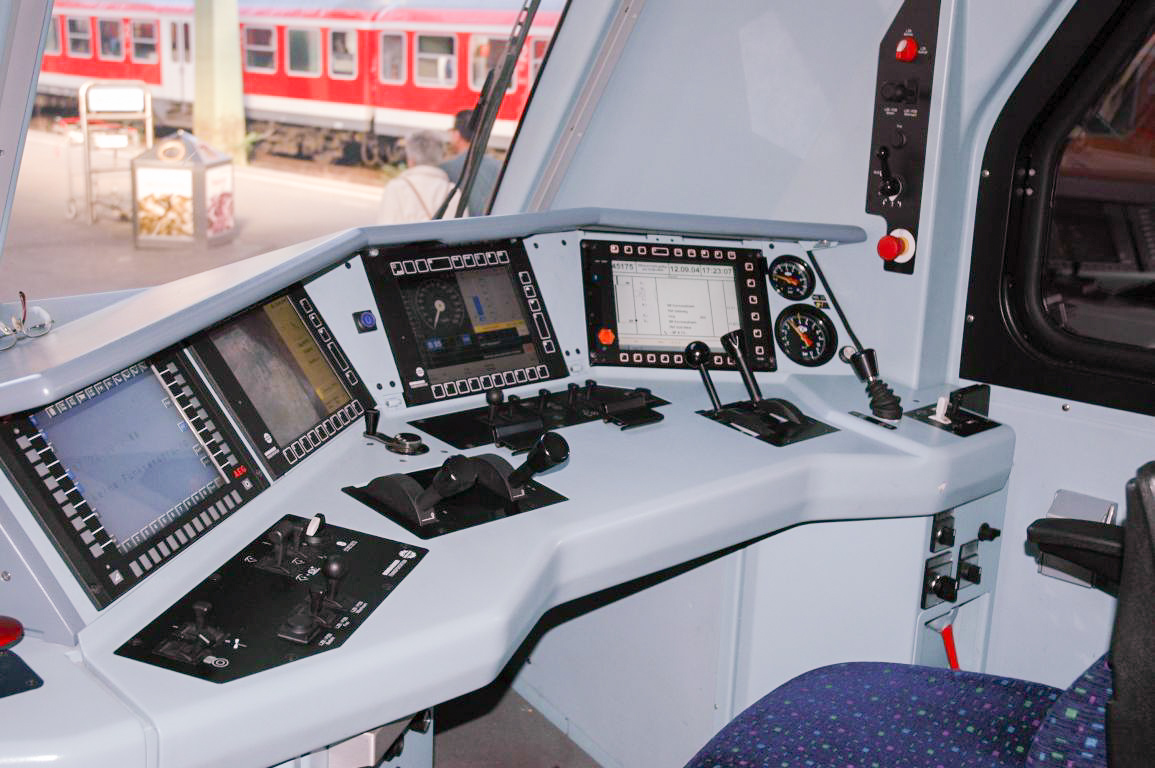
同形のDBシェンカーのスイス乗入対応機185 093
号機の運転台

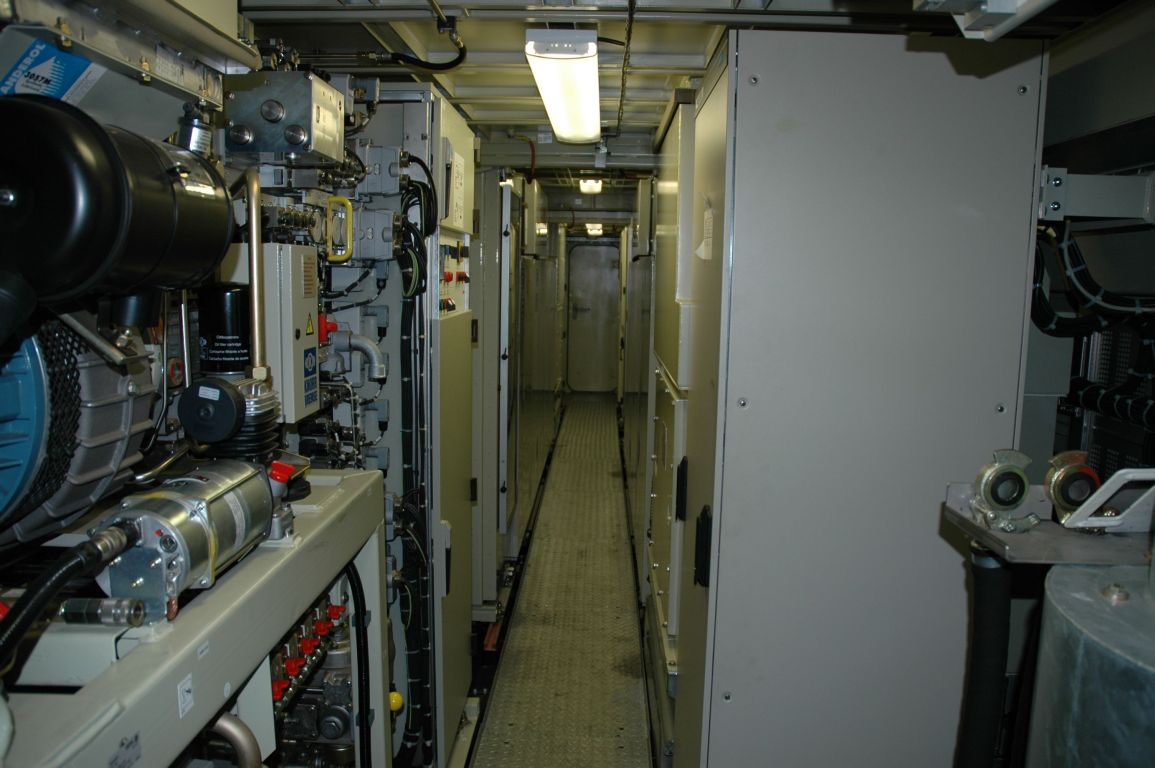
同形のDBシェンカーのスイス乗入対応機185 093
号機の機器室内

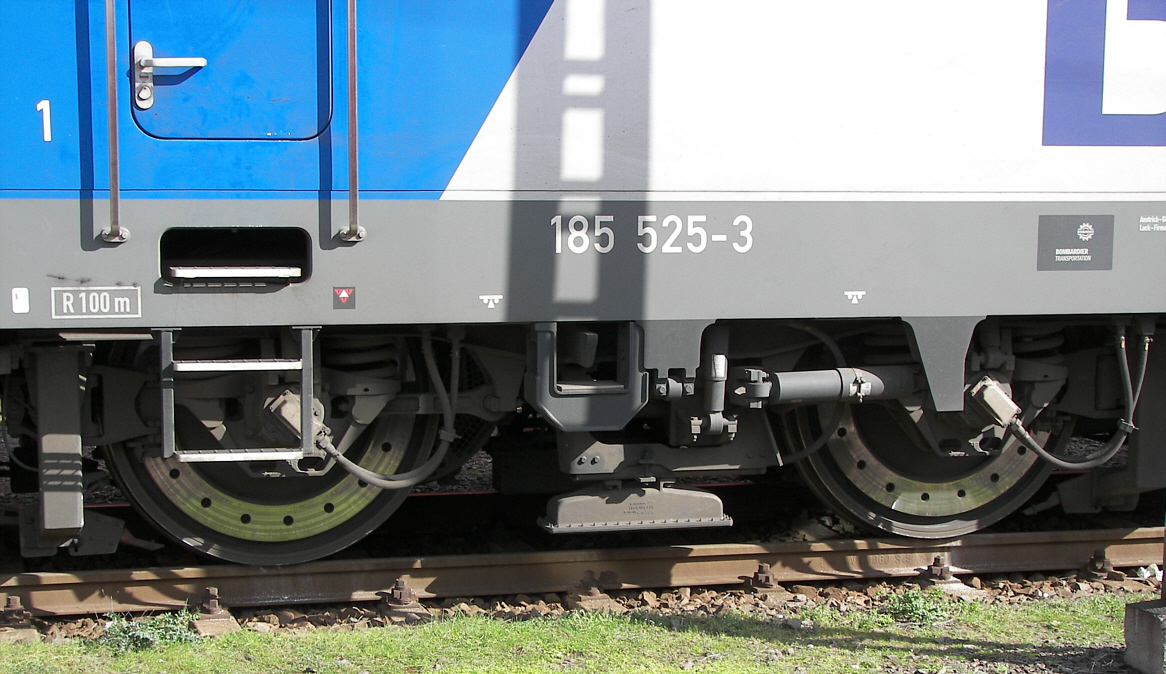
同形のリース機185 525号機の台車

- TRAXXシリーズ共通のドイツ系のデザインとなっており、車体は鋼製で前後をくの字形とし、車体隅部と肩部を斜めにカットした形態である。前面は連続窓デザインの2枚窓で、その下部中央に丸型前照灯を、前面下部左右に丸型前照灯と標識灯のユニットを配置しており、側面は平滑で乗務員室窓と乗務員室扉のみが設けられている。
- 屋根は3分割で取外が可能となっており、前後部分は肩部に主電動機冷却気取入口のルーバーが並び、上部にはシングルアーム式のパンタグラフが2基ずつ計4基され、中央部は1段高くなっており高圧引通線が設置されている。
- 台枠は鋼材を箱型に組んで構成されており、台車もその中にはまり込む形で装備され、前後の連結器はねじ式連結器で角型の緩衝器（バッファ）が左右、フック・リングが中央にあるタイプで、その下部に大型のスノープラウが設置されている。機器室は前後部に補機類や主電動機用送風機が、中央部には主変換装置とその冷却用送風機などが搭載され、主変圧器とブレーキ装置類は床下に搭載されている。
- 運転室は右側運転台で、デスクタイプの運転台にはワンハンドル式のマスターコントローラーが設置され、計器類はほぼ全面的に液晶モニタ化され、このモニタはETCS[12]およびGSM-R[13]からなるERTMS[14]に対応した統合表示装置とされているほか、後方確認用カメラのモニタも兼用している。
- 塗装
  - 車体塗装はライトグレーをベースとして、前後の車体隅・肩部と前面下部を黄緑色、前面上部をBLS伝統の青として前面窓下にBLSカーゴのロゴと機番の下3桁が、左右前照灯間に小さく機番が入れられており、側面は左側に大きくBLSカーゴのロゴとマークが、中央から右側にかけて"connecting eourope"のレタリングがされており、左側乗務員室扉右下に機番が入れられている。
  - 2008年7月にはRe486形の導入を前に485 003号機から塗装変更が開始され、側面のBLSカーゴのロゴとマークが右側へ移され、その上に"BLS Cargo. Die Alpinisten."のレタリングが入り、車体左側には大きく登山装備の男性のイラストが入れられている。また、車体側面の機番がUIC方式の標記に変更されている。
  - 屋根上機器と屋根、床下機器と台車、スカートなどはダークグレーである。

### 走行機器
- 制御方式はGTOサイリスタを使用したMitrac TC 3100主変換装置によるコンバータ・インバータ式で、電源方式はAC15kV16 2/3Hzとフランス国鉄のAC25kV50Hz、1台の主変換装置で台車毎の2台の主電動機を制御する方式で、装置は一体化されたユニットとして車体中央部に設置され、変圧器本体は床下に搭載される。冷却方式は主変換装置のGTOが水冷式、主変圧器がエステル樹脂による液冷式で冷媒冷却用のポンプとクーラーを装備しており、冷却風は屋根上中央部から吸入する。
- 主変圧器はアルミ筐体で主変換装置用と補機用を含めた定格容量は5400kVAとなっており、補機用出力は列車暖房用のAC1004V16 2/3Hzと補機駆動用のAC348V16 2/3Hz[15]および蓄電池充電装置および機関車暖房用となっている。また、主変換装置はGTOサイリスタを使用した変換ユニットをコンバータ部4台、インバータ部を3台使用し、これを2組搭載している。
- ブレーキ装置は主変換装置による回生ブレーキのほか空気ブレーキを装備する。
- 主電動機は定格出力1400kWのかご形三相誘導電動機 を4台搭載し、定格牽引力250kN、最大牽引力300kNの性能を発揮する。冷却はファンによる強制通風式で、冷却風は屋根肩部の吸気口から吸入する。
- 台車は軸距2600mm、車輪径1250mm[16]のFLEXX Power 140ボルスタレス式台車で牽引力伝達はリンク式、枕バネ、軸バネともにコイルバネとしており、基礎ブレーキ装置はディスクブレーキで、動輪にブレーキディスクを組み込んだキャリパーブレーキ方式のものを装備する。
- 主電動機はノーズサスペンド式の吊掛式に装荷されて一段減速式の駆動装置で動輪に伝達される方式となっている。なお、本機はBLSの本線用機としては史上初の吊掛機となったが、これは貨物用で最高速度が140km/hと低いことからコストダウンのために採用されたものである。
- そのほか、パンタグラフはシングルアーム式で、4基搭載しているうちの内側の2基がドイツおよびオーストリア国内用に最大幅1950mmのカーボン摺板を装備したTyp DSA200.06、外側の2基がスイス国内用[17]に最大幅1450mmのカーボン摺板を装備したTyp DSA200.07となっている。補助電源装置インバータ・コンバータ式で、可変電圧可変周波数のものと固定電圧固定周波数のものを1台ずつ搭載しており、出力はいずれも三相460V50Hzを標準とし、出力可変のものは主電動機送風機と制御装置送風機2台ずつを駆動、出力固定のものはスクリュー式電動空気圧縮機1台、運転室用空調装置2台、主変換装置用の電動送風機4台と冷媒循環ポンプ2台、補助電源装置の電動送風機2台、主変圧器用の冷媒循環ポンプ2台を駆動する。
- 保安装置として、スイス国内用のIntegraおよびZUB262、ETCS level 2のほか、ドイツおよびオーストリア国内用のLZBおよびPZB 90を搭載するほか、重連総括制御装置としてZMSを搭載しており、スイス国鉄のRe420形およびRe620形とも重連総括制御が可能である。
- 本機はスイス国内用として”スイス・パック[18]”と呼ばれる装備セットを搭載している。なおこの装備はスイス国鉄のRe482形やDBシェンカーの185形や企業所有機のうちのスイス乗入対応機が同様に搭載している。内容は以下の通り。
  - スイス国内用集電装置および誤上昇防止機能
  - 従来のスイス用機関車に装備されていたバックミラーの代わりとなる後方監視用カメラを各運転台左右後方用計4基
  - スイス国内用保安装置
  - 正面前照灯、標識灯のスイス国内対応
  - スイス国内用の保安工具等

### 主要諸元
- 軌間：1435mm
- 電気方式：AC15kV 16.7Hz 架空線式（AC25kV50Hzも使用可能）
- 最大寸法：全長18900mm、全幅2978mm
- 軸配置：Bo'Bo'
- 軸距：2600mm
- 自重：84t
- 走行装置
  - 主制御装置：GTOサイリスタ使用のVVVFインバータ制御
  - 主電動機：かご形三相誘導電動機×4台（1時間定格出力：計5600kW）
- 牽引力
  - 牽引力：250kN（定格出力、57km/h）、300kN（最大出力）、350kN（短時間最大）
  - 牽引トン数：1600t（12パーミル）、650t（27パーミル）
  - 回生ブレーキ力：150kN
  - ブレーキ力：240kN
- 最高速度：140km/h
- ブレーキ装置：回生ブレーキ、空気ブレーキ
- 保安装置
  - スイス：Integra、ZUB262、ETCS level 2
  - ドイツ、オーストリア：LZB、PZB 90

## 運行

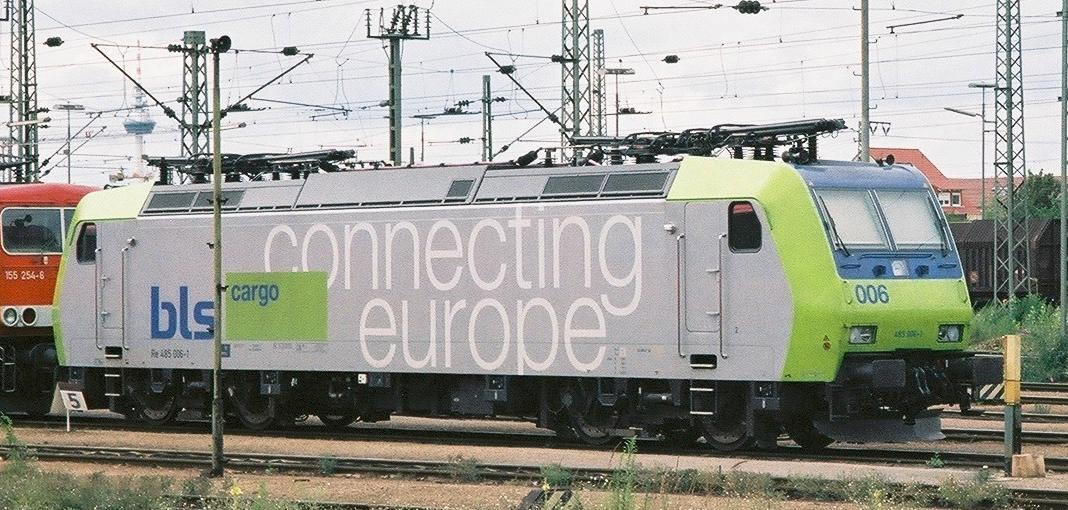
ドイツのマンハイムに停車中のRe425 006号機

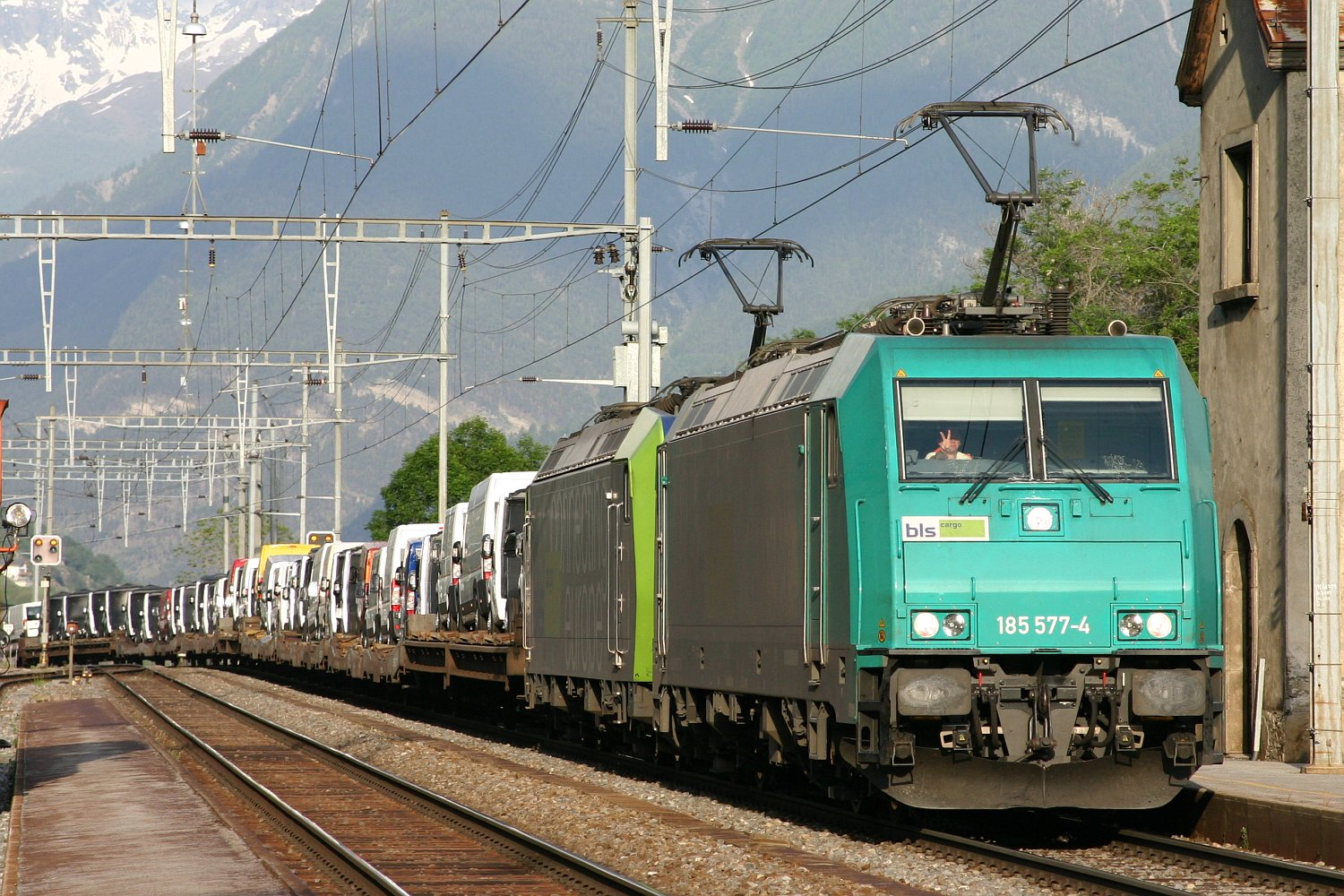
エンジェル・トレインズ・カーゴのリース機185 577号機との重連が貨物列車を牽引

- 本機は2002年以降シュピーツに配置されて順次運用に入り貨物列車の牽引に使用されている。
- ベルンとブリーク間のレッチュベルクルート（レッチュベルクトンネル）を越える貨物列車に使用され、27パーミル区間では単機では最大650t、重連では1300tを牽引し、シンプロントンネルを抜けてイタリアのドモドッソラまで運用されている。
- ETCS level2を装備しているためレッチュベルクベーストンネルルートでも運用されている。
- 当初の予定通りドイツ国内への直通貨物列車にも使用され、主にバーゼル経由でマンハイムやドレスデンまで運用され、代わりにDBシェンカーの185形のスイス乗入対応機もBLS線内まで乗り入れており、本機と185形が重連で使用されることもある。
- 第2次発注の10両が竣工するまでの間にはイギリスの鉄道車両保有会社の貨物部門であるエンジェル・トレインズ・カーゴより本機と同形機である185.1形525-527号機をリース調達し、BLSカーゴのロゴとマークを付けて使用していた。これらの機体は2次発注車の増備後に一旦返却されたが、2006年からは再度185.1形525、527、535、536号機と、TRAXX F140 AC2型[19]である185.2形の576、577号機をリースして運用している。